# Klášter Metten
Klášter Metten (německy Kloster Metten) je opatství sv. archanděla Michaela řádu benediktinů v obci Metten v Dolním Bavorsku. Nachází se mezi podhůřím Bavorského lesa a údolím Dunaje, v diecézi Řezno, v okrese Deggendorf, nedaleko česko-německé hranice. Od roku 1858 je součástí bavorské benediktinské kongregace.
Klášter je známý především svou knihovnou a gymnáziem. Provozuje také řemeslné podniky (prádelnu, elektrárnu, tesařství, zámečnictví, klášterní zahradu se skleníky, knihařství) a má své vydavatelství.

## Dějiny

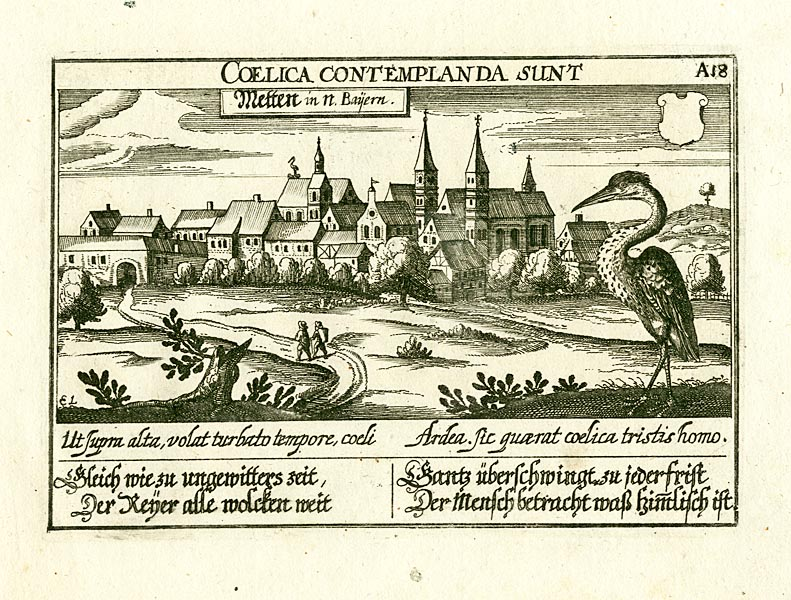
Klášter na vedutě z let 1637–1678

Společně s Niederaltaichem patří k nejstarším bavorským klášterům, jejichž úkolem bylo kolonizovat Bavorský les. Kolem roku 766 jej založil šlechtic Amelbert z Michaelsbuchu, za přispění vévody Agilolfinga Tassila III. První mniši pravděpodobně přišli z kláštera Reichenau, první opat se jmenoval Uto. Císař Karel Veliký poskytl klášteru v roce 792 královskou ochranu, imunitu a pozemky, které potvrdil v roce 837 také císař Ludvík I. Pobožný. Jeho syn, král Ludvík II. Němec roku 850 zaručil klášteru privilegium svobodné volby opatů.
Před nájezdy Maďarů v 10. století mniši uprchli do kláštera Pfaffenmünster u Straubingu, Nová komunita přišla v roce 1137 s hirsauskou reformou, s důrazem na vzdělávání. V období protireformace 18. století mniši vedli v klášteře hudební školu, provozovali přírodní vědy, filozofii a teologii, které učili na univerzitách ve Freisingu a v Salcburku. Po sekularizaci roku 1803 byl klášterní majetek zkonfiskován a rozprodán v dražbě. Klášterní budovy koupil Johann von Pronath z Offenbergu a dal je přestavět. V roce 1840 bylo opatství se školou znovu ustaveno, gymnázium trvá dosud. V roce 1846 se p. Bonifác Wimmer stal prvním misionářem v severní Americe, založil benediktinský klášter sv. Vincence v Pensylvánii.

## Architektura

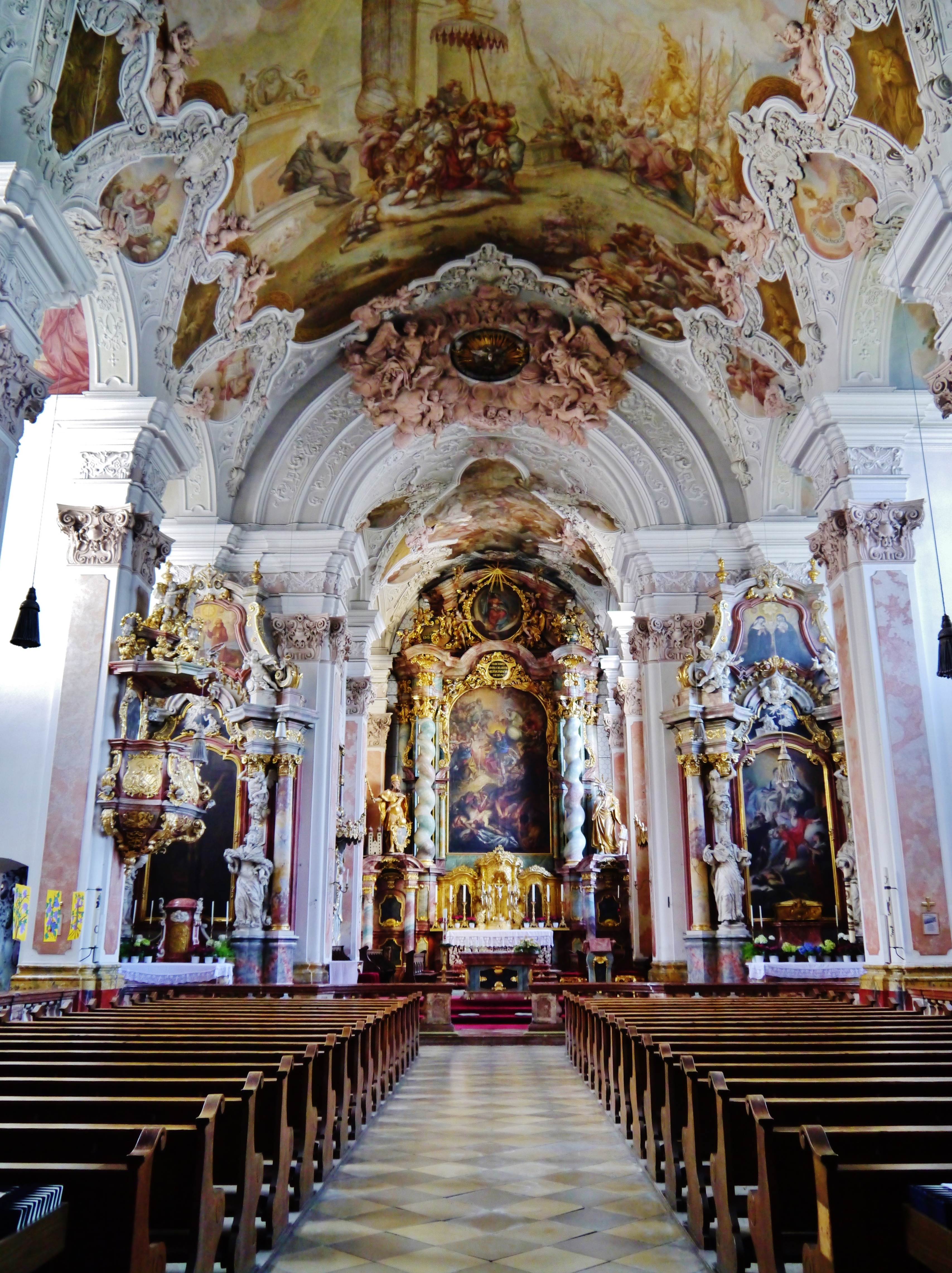
Interiér klášterního kostela

- Klášterní kostel archanděla Michaela – na raně středověkých základech byl postaven pozdně gotický halový kostel, v chóru dochovaný. V letech 1712–1729 za opata Romana II. Märkla byl kostel barokně přestavěn podle plánů Jakoba Ruesche. Hlavní oltář zakrývá gotický mnišský chór a sakristii. Přibyly dvě kaple na oválném půdorysu.
- Fresky na klenbě: Setkání krále Totily se sv. Benediktem z Nursie, nad presbytářem: Bůh Otec posílá Krista na zem k dílu spásy, na maloval Wolfgang Andreas Heindl; štuky v roce 1722 vytvořil Franz Josef Holzinger.
- Hlavní oltář: obraz archanděla Michaela v boji s ďábly a pohany, namaloval Kosma Damián Asam, stejně jako Růžencový oltář (kolem 1715). Další oltářní obrazy vytvořili mnichovský dvorní malíř Christian Wink (1778) a Martin Speer (většinu)
- Kenotaf prvního opata Utta v podobě pozlacené tumby, gotická náhrobní deska v podlaze ambitu před vchodem do refektáře
- Varhany – v barokním prospektu je nový stroj z roku 1989
- Klášterní knihovna: tři barokní sály z let 1722–1724 se štukaturami Franze Josefa Holzingera, nástropní malby s alegoriemi Víry, Zjevení, Zbožnosti a s řádovými patrony a patronkami vytvořil Innozenz Anton Warathy, každé ze 14 polí maleb ilustruje tematiku knih ve skříni pod ním. Knihovna obsahuje 200 000 svazků včetně iluminovaných rukopisů a inkunábulí.
- Slavnostní sál: rokokové fresky: Poslední soud a alegorie Křesťanských ctností z let 1755–1756, namaloval Martin Speer.
- Barokní kašna má sloup se sochou Karla Velikého.

## Galerie

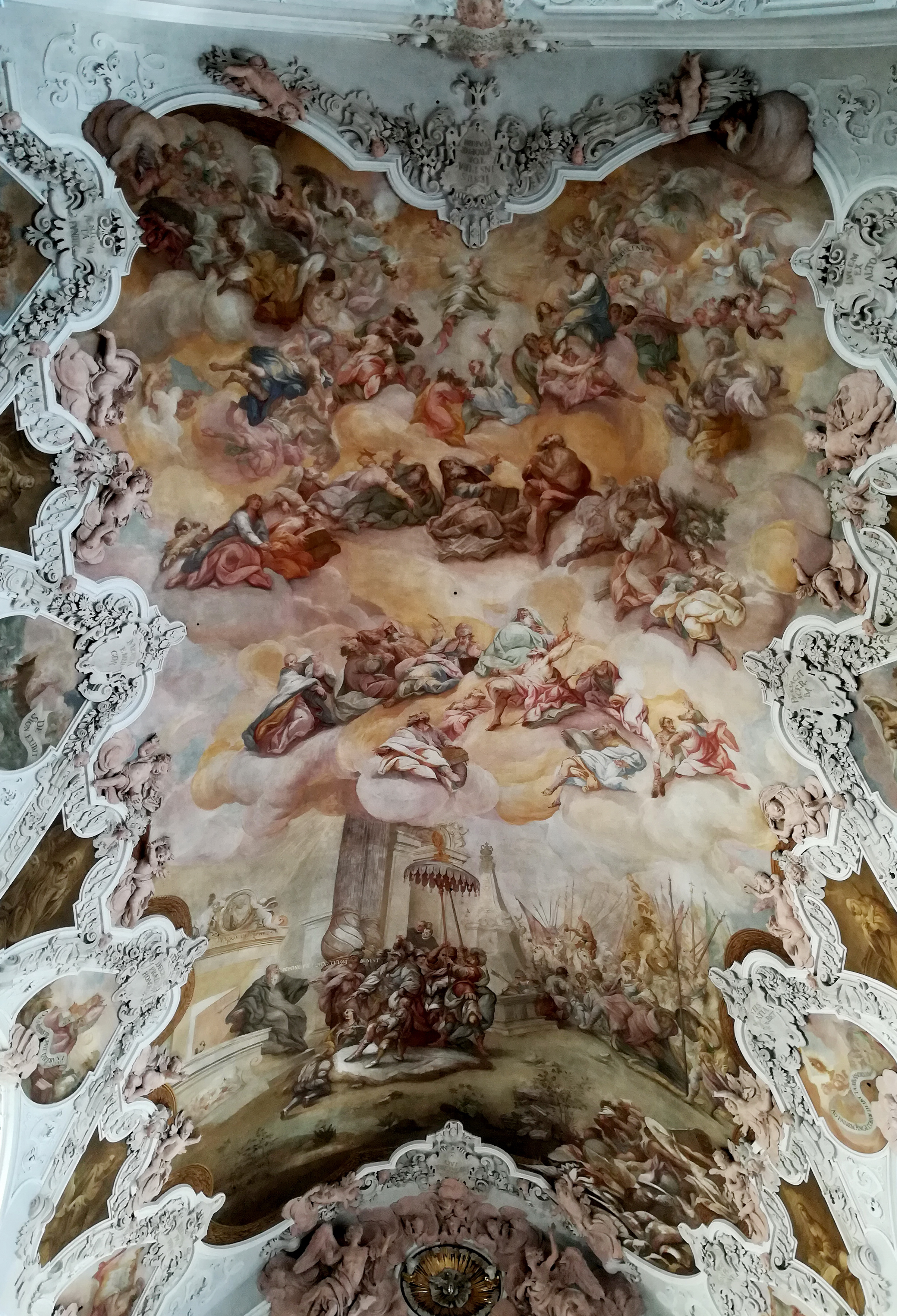
Chrámová klenba
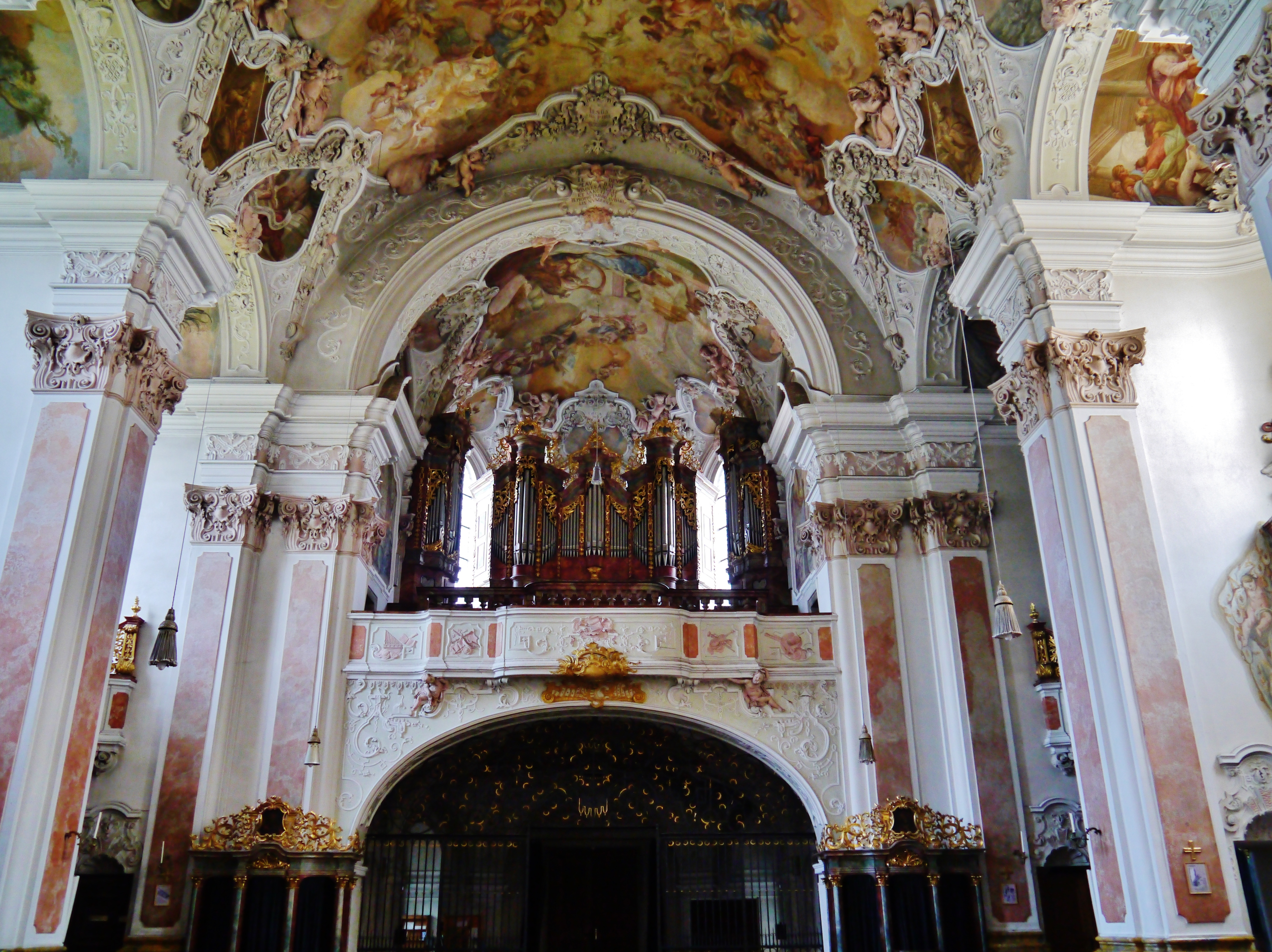
Varhany
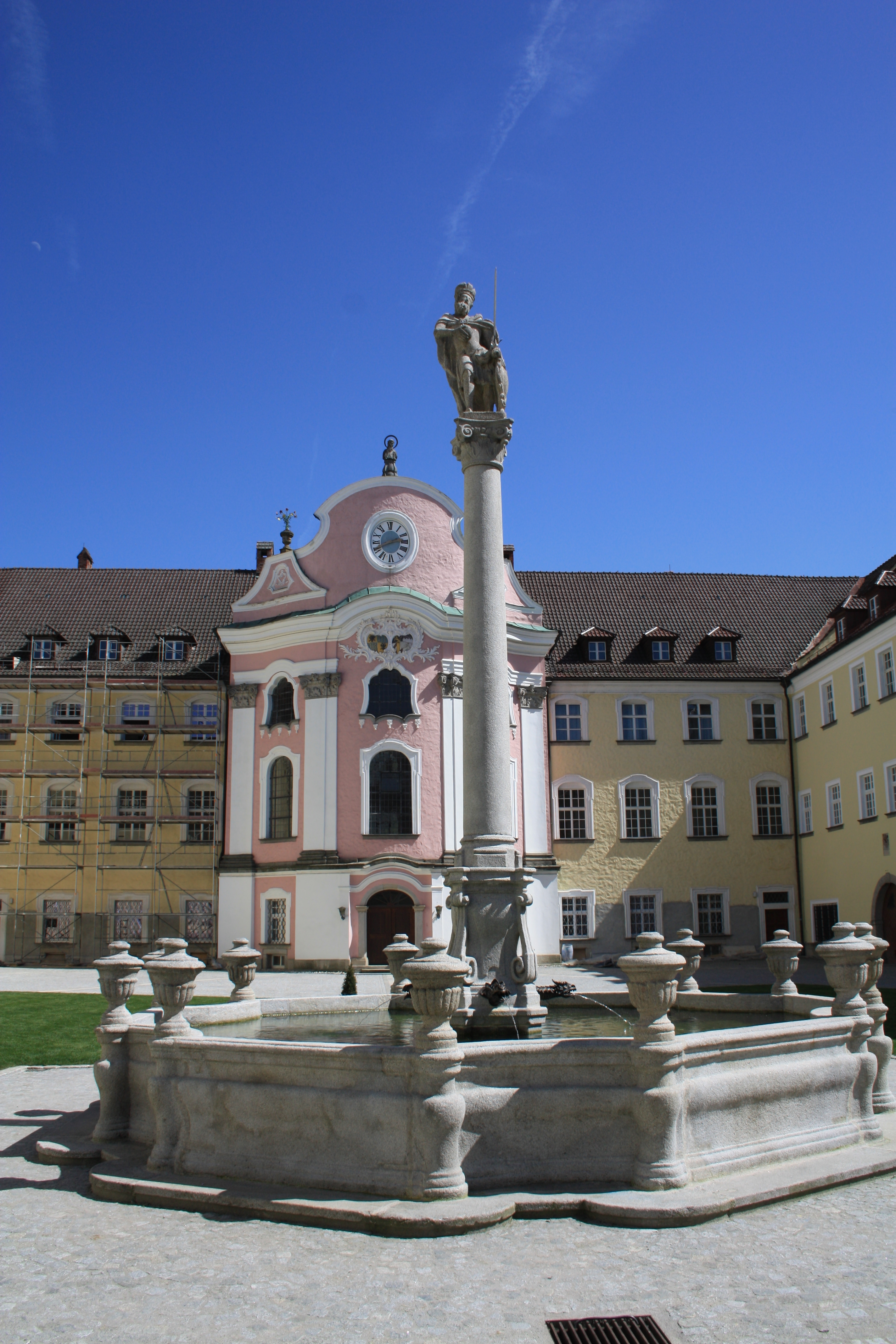
Dvůr kláštera s kašnou
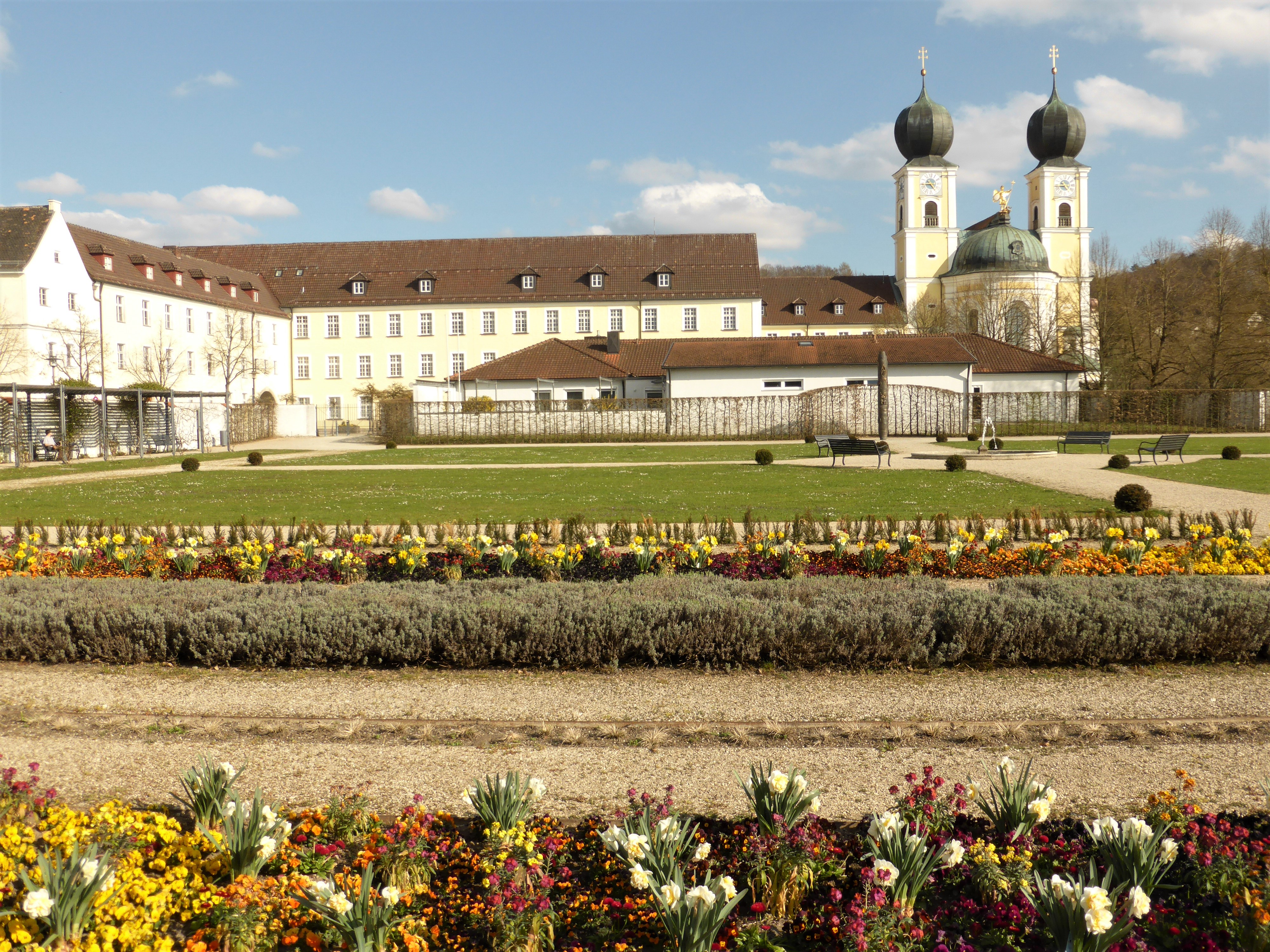
Zahrada prelatury
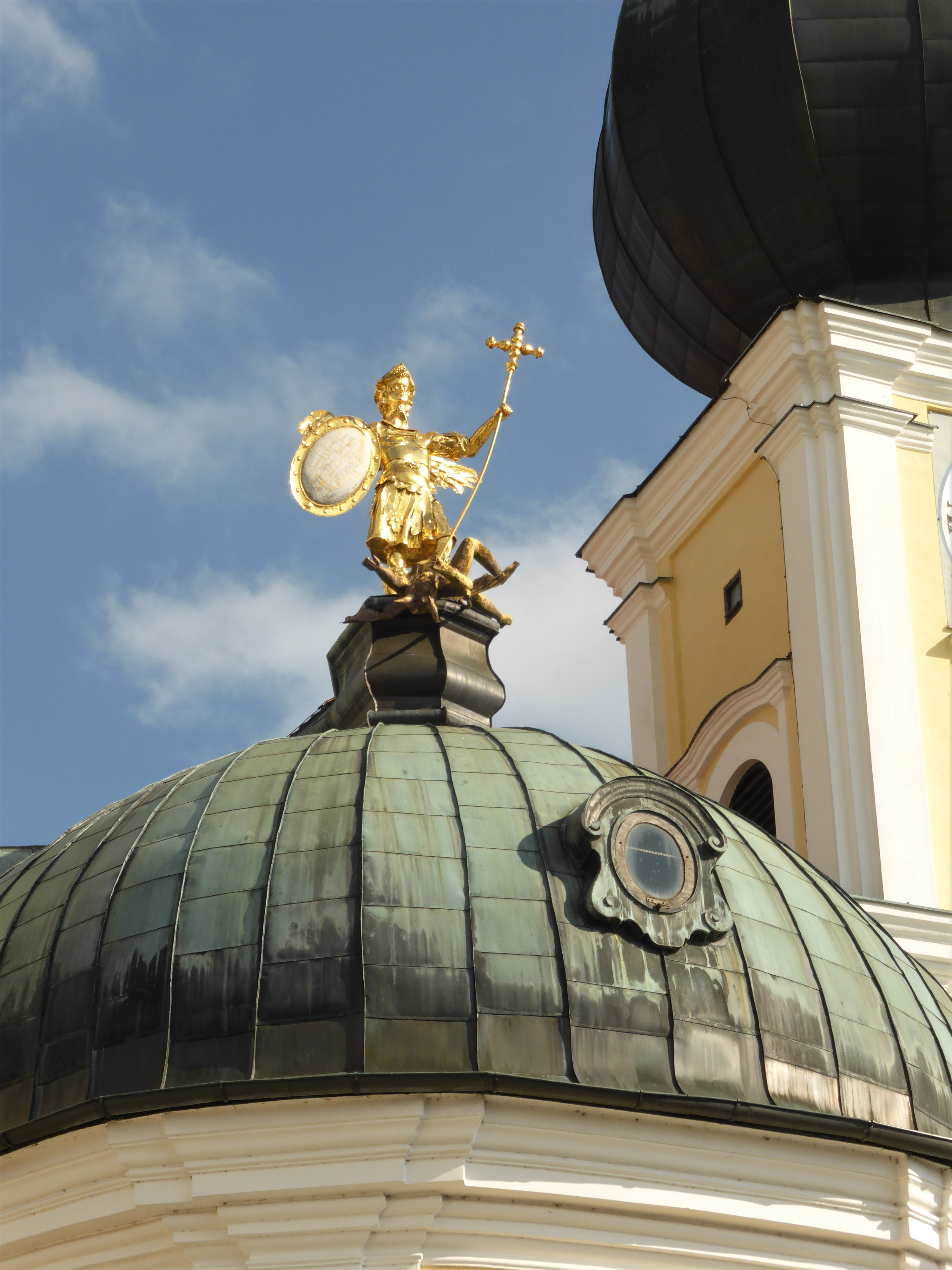
Socha archanděla Michaela na kupoli